# Karang Bayat
Karang Bayat is een bestuurslaag in het regentschap Jember van de provincie Oost-Java, Indonesië. Karang Bayat telt 12.316 inwoners (volkstelling 2010).